# HD 141569
HD 141569是一組距離地球約320光年的三合星，在天球上位於天秤座。該系統主星是一顆B型主序星，另外兩顆伴星是紅矮星，並且兩顆伴星相互環繞，主星與伴星在天球上相距9角秒。1999年時在該系統周圍發現原行星盤，並且在盤內有縫隙結構，被認為存在正在形成中的行星。

## 行星系統
| 成員 (依恆星距離) | 质量   | 半長軸 (AU) | 轨道周期 (天) | 離心率 | 傾角 | 半径 |
| ----------------- | ------ | ----------- | ------------- | ------ | ---- | ---- |
| 內行星盤          | 86 AU  | 86 AU       | 86 AU         | 86 AU  | —    | —    |
| b (未确认)        | ?      | 225         | ?             | ?      |      |      |
| 外行星盤          | 250 AU | 250 AU      | 250 AU        | 250 AU | —    | —    |

### 原行星盤
1999年1月，NASA宣布在HD 141569周圍發現原行星盤。哈伯太空望遠鏡拍攝的影像中顯示該原行星盤外觀上分為內和外兩個部分，類似土星環中最大的環縫（即卡西尼環縫）。
這個巨大的盤狀結構直徑大約是1207億公里（海王星軌道的13倍），環縫的內緣距離恆星約338億公里。雖然HD 141569的主星已經是主序星，它仍然相當年輕，其年齡僅有它預期在主序星時間的1%。主星的質量約為太陽的3倍，亮度約太陽的24倍
。
HD 141569首次被認為可能有原行星盤存在可追溯至1986年紅外線天文衛星觀測到原行星盤的紅外線輻射。2016年6月，凱克天文台拍攝到盤內較高溫塵埃輻射出的熱輻射影像。
哈伯太空望遠鏡的近紅外線照相機和多目標分光儀（NICMOS）在波長1.1微米處觀測到HD 141569盤內塵埃粒子反射自中央恆星的光。因HD 141569與地球距離約320光年，望遠鏡和相機整體的清晰解析度為16億公里。年輕恆星周圍有塵埃盤環繞是很常見的，但只有少數成年恆星周圍有盤狀結構，而已被天文學家拍攝到影像的則更少。天文學家相信這些盤狀結構內較古老的岩石和碎屑相撞並碎裂成更小物質時，盤內物質必須要被補充。

### 可能的行星
原行星盤中的縫隙讓天文學家得到原行星正在形成中的結論，但這個行星不一定位於縫隙中。該行星在環繞恆星時可能將盤內的塵埃與岩石清除，或者行星的重力可能使盤內部分區域的物質被清空。

## 外部連結
- . Hubble Space Telescope. NASA. 1999-01-08  [2008-07-13]. （原始内容存档于2016-09-23）.
- Weinberger; Rich; Becklin; Zuckerman; Matthews;  et al. . 2000-07-12. arXiv:astro-ph/0007170  |class=被忽略 (帮助).